# Адмирал (Великобритания)
Адмирал (англ. Admiral) — высшее воинское звание в Королевском флоте Великобритании в мирное время, которое соответствует коду званий НАТО OF-9. Следует за званием вице-адмирал и является высшим званием для военнослужащих Королевского ВМФ в мирное время; в военное время предшествует званию Адмирал флота. Звание адмирала в настоящее время является высшим званием, до которого может быть повышен действующий офицер Королевского флота, звание адмирала флота временно не присваивается, за исключением почётных повышений отставных офицеров и членов королевской семьи. Соответствует званию «Генерал» в Британской Армии и Королевской морской пехоте; и званию «Главный маршал авиации» в Королевских ВВС.

## История

### Первые адмиралы
Титул адмирала стал использоваться в Европе в середине XIII века, а в Англии в конце этого столетия. Аналогичным образом, хотя королевские суда упоминаются во времена короля Иоанна, английская корона долгое время была вынуждена набирать корабли своих подданных для любых крупных морских экспедиций. Тем не менее, историки иногда расширяли концепцию английского флота и его предполагаемых адмиралов и лордов-адмиралов вплоть до Альфреда Великого, считая адмиралами как некоторых королей, так и различных герцогов и графов, которые командовали флотами в важных сражениях, таких как Хьюберт де Бург у Сэндвича в 1217 году. Другие авторы начинают свои списки с назначения королем Генрихом III сэра Ричарда де Люси 28 августа 1223 года или 29 августа 1224 года. Аналогичное поручение было дано сэру Томасу II Моултону в 1264 году, который носил формальный титул Хранителя моря и морских портов (англ. Keeper of the Sea and the Sea Ports).
8 марта 1287 года сэр Уильям де Лейбёрн был назначен Адмиралом морей Англии (лат. Admirallus Maris Angliae), а в 1294 году — капитаном всех моряков и мореплавателей владений короля. Сэр Джон де Ботетур служил под его началом в качестве смотрителя на море от Темзы до Шотландии. Это было частью усилий Эдуарда I по созданию постоянного официального флота, даже если постоянные военно-морские силы ещё не считались необходимыми. Непосредственная сфера деятельности Лейбёрна впоследствии была разделена на роли Адмирала Запада и Адмирала Юга, в то время как Ботетур стал Адмиралом Севера. Первую и последную должности в 1364 году объединили в одну. В период с 1408 по 1414 год все три должности были объединены в Верховный адмирал Англии, Ирландии и Аквитании, предшественник нынешнего Лорда Верховного адмирала. (Во время этого процесса в 1412 и 1413 годах использовалась недолговечная должность Адмирала Узких морей. Впоследствии она была восстановлена с 1523 по 1688 год.)
Первый королевский пост адмирала военно-морскому офицеру был предоставлен в 1303 году Жервазу Аларду. К 1344 году звание адмирала использовалость только как звание на море для капитана, командующего одним или несколькими флотами.

### Адмиралы эскадр
В эпоху Тюдоров во время правления королевы Елизаветы I (1558—1603) английский флот разросся настолько, что его было решено разделить на три эскадры для лучшего управления и контроля, хотя уже в 1596 году была создана четвёртая эскадра. Так было положено начало цветным эскадрам Королевского флота. Чтобы облегчить управление, на кормовой мачте корабля адмирала эскадры вывешивали красный флаг, на корабле вице-адмирала — белый, а контр-адмирала — синий. По мере роста эскадры, в конечном итоге, каждой из них командовал адмирал (вице-адмиралы и контр-адмиралы командовали секциями), а официальные звания стали звучать как красный, белый и синий адмирал, однако флаги командования каждого адмирала были разными и менялись со временем.
В 1620 году постоянно растущий флот был разделён на три эскадры, а те в свою очередь на три дивизиона: передовой, обозначенный белыми флагами; центр, с красными флагами; и тыл, с синими флагами. Каждому из этих подразделений были назначены флаг-офицеры, которые были разделены по старшинству с помощью использования цветных флагов. Каждой эскадрой командовал адмирал, который отвечал за разработку планов сражений и отправку команд другим кораблям в своей эскадре с помощью сигналов флагов. Три флаг-офицера (адмирал, вице-адмирал и контр-адмирал) носили флаг, обозначающий цвет их эскадры. Старшей была красная эскадра, затем шла белая и, наконец, синяя.
По мере того, как эскадры увеличивались в размерах, одному адмиралу становилось всё труднее полностью контролировать её. Поэтому для каждой из эскадр были введены звания вице-адмирала и контр-адмирала. В Королевском флоте вице- и контр-адмиралы регулярно назначались по крайней мере с XVI века. Когда адмирал командовал флотом, он находился либо в головной, либо в средней части флота. Когда адмирал командовал из средней части флота, его заместитель, вице-адмирал, находился в головной части или авангарде. Ниже него, в тылу флота был ещё один флаг-офицер, называемый контр-адмиралом. Так сложилась система обозначения девяти, а позже десяти самых старших адмиралов Королевского флота, пока система не была отменена в 1864 году.
Повышение по службе осуществлялось в соответствии со старшинством и звание сохранялось пожизненно, поэтому единственным способом повышения было дождаться смерти или ухода в отставку человека, стоящего выше в списке. В 1747 году Адмиралтейство восстановило элемент отбора по заслугам, введя звание жёлтых адмиралов (официально известных как предоставление офицеру должности «контр-адмирала без различия эскадры»), капитанов, повышенных до флагманского звания с условием немедленного выхода в отставку с половинным жалованьем. Это была первая попытка флота отправить на пенсию пожилых офицеров.
Эскадры и дивизии продолжали использоваться в качестве системы управления большими формированиями, когда британский флот состоял из более чем одного флота, на протяжении большей части XX века до 1971 года.

### От междуцарствия к настоящему времени
В период междуцарствия звание адмирала было заменено званием генерал на море. В XVIII веке первоначальные девять званий стали занимать более одного человека на звание, хотя звание Красного адмирала, введённого после Трафальгарского сражения в 1805 году, всегда занимал только один человек, который был известен как адмирал флота. Число офицеров, занимающих каждое звание, неуклонно увеличивалось на протяжении XVIII и начала XIX веков. В 1769 году в английском флоте было 29 адмиралов различных званий; к концу Наполеоновских войн в 1816 году на службе было уже 190 адмиралов. После этого число адмиралов стало сокращаться и в 1853 году их было 79.
Хотя адмиралы повышались в звании строго по старшинству, назначения на командование производились по усмотрению Совета Адмиралтейства. Поскольку адмиралов на службе было неизменно больше, чем должностей, многие адмиралы оставались безработными, особенно в мирное время.
Организация флота в цветные эскадры была окончательно отменена в 1864 году. Красный флаг был выделен торговому флоту, белый флаг стал флагом Королевского флота, а синий флаг был выделен военно-морскому резерву и вспомогательным судам.
Королевский флот XVIII и XIX веков также сохранял позиционное звание, известное как портовый адмирал. Ими обычно назначались капитаны-ветераны, которые служили береговым командиром британского военно-морского порта и отвечали за снабжение, переоборудование и обслуживание кораблей, пришвартованных в гавани.
Проблема продвижения строго по старшинству хорошо проиллюстрирована случаем Прово Уоллиса, который благодаря связям своего отца уже в возрасте четырёх лет был зачислен матросом на один из кораблей Королевского флота. Уоллис умер в 1892 году на сто первом году жизни. Общая продолжительность его службы с момента первого упоминания его имени в корабельных книгах Королевского флота составила 96 лет. За эти годы он дослужился до чина адмирала флота и стал рыцарем Большого креста ордена Бани. После его смерти четыре адмирала смогли получить немедленное повышение. В 1849 году, в то время, когда различия между эскадрами ещё не были отменены, а возрастные ограничения не были установлены, смерть адмирала флота Джеймса Хокинса-Уитшеда привела к тому, что сразу десять человек перешли на более высокие должности.
В 1996 году было решено приостановить производство в звание адмирала флота в мирное время, за исключением членов королевской семьи, но в 2014 году адмиралом флота на почетной основе стал лорд Бойса, первый морской лорд (1998—2001) и начальник Штаба обороны (2001—2003). Адмиралы флота продолжают сохранять своё звание в активном списке пожизненно.

## Знаки различия званий и личный флаг
Текущие звания — контр-адмирал, вице-адмирал, адмирал и адмирал флота, также известные как флаговые звания, потому что адмиралы имеют право вывешивать личный флаг. Адмирал флота вывешивает Юнион Джек на мачте, в то время как адмирал вывешивает флаг с крестом Святого Георгия (красный крест на белом). Вице-адмиралы и контр-адмиралы вывешивают крест Святого Георгия с одним или двумя красными дисками на флаге соответственно.
Само звание адмирала показано на его нарукавном галуне широкой полосой с тремя более узкими полосами. В 2001 году количество звёзд на погоне было увеличено до четырёх, что отражает эквивалентность четырёхзвёздным званиям других стран.

Система присвоения адмиральских званий в XIX веке
Адмиральский шеврон
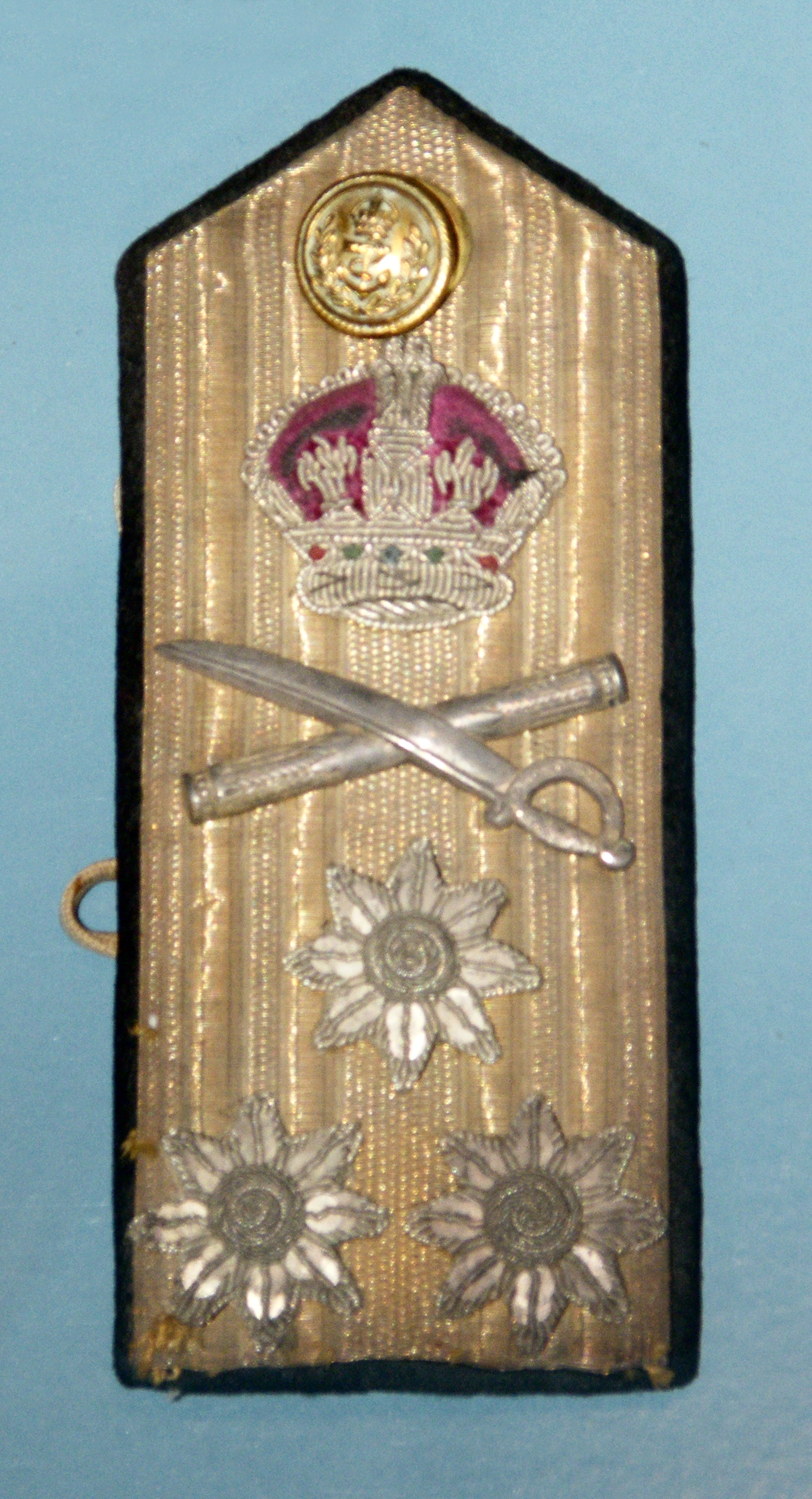
Погон адмирала времён Второй мировой войны
Погон адмирала Королевского ВМФ Великобритании до 2001 года
Погон адмирала Королевского ВМФ Великобритании с 2001 года
Штандарт адмирала Королевского ВМФ Великобритании
Штандарт вице-адмирала Королевского ВМФ Великобритании
Штандарт контр-адмирала Королевского ВМФ Великобритании